# John Victor Nash
John Victor Nash (Carcarañá, 14 giugno 1891 – ...) è stato un bobbista argentino.

## Biografia
Nato in Argentina, era un capitano dell'esercito britannico. Durante la prima guerra mondiale prestò servizio nel Royal Flying Corps. Nel 1919 Nash sposò Jean Gazlay Sifton (nata Donaldson), il terzo dei suoi sei matrimoni, e trascorsero gli anni successivi a Londra. Poco tempo dopo il loro matrimonio, aveva già accumulato conti per vestiti, scarpe e pellicce per centinaia di migliaia di dollari. Durante il caso di divorzio il giudice definì la moglie come la donna meglio vestita e più stravagante del mondo. Alla fine divorziarono nel 1923. Anche se probabilmente era ancora cittadino britannico, si unì alla nazionale di bob dell'Argentina per partecipare alle Olimpiadi invernali Sankt Moritz 1928, dove disputò una gara eccezionalmente buona, mancando la medaglia di bronzo per soli 0,7 secondi. Nel 1931, Nash fu elencato in una lista di passeggeri come allevatore di bestiame in arrivo a Londra dall'Argentina.